# Стереотип (психологія)
Стереот́ип (від дав.-гр. στερεός —твердий, об'ємний і дав.-гр. τύπος — «відбиток») — це усталений шаблон мислення, забобон, який як правило, не має безпосереднього відношення до реальності. Спочатку «стереотип» — метафора щодо мислення, що прийшла з друкарської справи, де стереотип — монолітна друкована форма, копія з типографського набору або кліше, що використовувалася для друкарських машин. В сучасній соціальній теорії та психології існують різні означення поняття «Стереотип», залежно від методологічного напряму наукової школи.
- Стереотип — усталене ставлення до подій, вироблене на основі порівняння їх з внутрішніми ідеалами.
- Соціальний стереотип — це система економії ресурсів в процесі оцінювання моделей середовища[2][3].

## Визначення
Зустрічаються два різновиди визначення стереотипу: динамічний стереотип — відносно стійка система умовно-рефлекторних реакцій вищих тварин і людини на звичні подразники, і соціальний стереотип — схематичний, стандартизований загальнозначимих образ або емоційно забарвлене і стійке уявлення про певне явище чи об'єкт, в якому виражається звичне ставлення людей до них, що склалося під впливом умов їх буття і попереднього досвіду. Отже, таке визначення насправді недостатньо для розуміння сутності цього феномена, оскільки дане визначення не дає відповіді на питання, що є образ або «подання» у вищевказаному контексті, з чим пов'язані емоційна забарвленість та стійкість соціального стереотипу.
У зв'язку з цим соціальний стереотип розглядається в есе як комплексне утворення, в якому є нерозривна єдність трьох його компонентів:
- когнітивного (інформаційного) — виражається в усвідомленні об'єктів — тобто, одержувана людиною інформація, відомості про раціонально усвідомлюваних, об'єктивних феномени;
- афективного (оціночного) — виражає переживання щодо реального або символічного об'єкта;
- соціального (поведінкового) — представляє програму дій щодо об'єктів навколишнього світу.

Соціальні стереотипи як шаблони мислення і поведінки людей, які є членами тих чи інших груп, засвоюються ними дуже рано і використовуються задовго до виникнення ясних уявлень про ті групи, до яких вони відносяться.

## Західна традиція (Волтер Ліппман)
Поняття «стереотип» в суспільно-політичний західний дискурс увійшло з легкої руки Волтера Ліппмана, яке він застосував в описі своєї оригінальної концепції громадської думки в 1922 р
Згідно з Ліппманом, можливо вивести наступне визначення: стереотип — це прийнятий в історичній спільності зразок сприйняття, фільтрації, інтерпретації інформації при розпізнаванні і впізнавання навколишнього світу, заснований на попередньому соціальному досвіді. Система стереотипів являє собою соціальну реальність.
Визначення Волтера Ліппмана володіє значним пізнавальним потенціалом для соціологів і соціальних психологів, тому що дозволяє проводити розрізнення між тим, що постає і, що представляють. Так, в 1999 році на конгресі Європейської асоціації експериментальної соціальної психології, що проходив в Оксфорді, з 33 симпозіумів 13 були сфокусовані на проблематиці стереотипів, упереджень і дискримінації. У своїй книзі «Громадська думка» Ліппман передбачив основні значення, які надалі дослідники виявили в стереотипах, а саме поняття міцно увійшло в повсякденний мову.

### Економія зусиль
Область побудови стереотипів простягається від маревних фантазій до усвідомленого використання вченими округлених результатів обчислень. Вся людська культура — це, головним чином (в інтерпретації Ліппмана, зрозуміло) відбір, реорганізація, відстеження різних моделей середовища. Тобто формування стереотипів це економія власних зусиль, оскільки спроба побачити всі речі заново і в подробицях, а не як типи і узагальнення, втомлює, а для зайнятої людини практично приречена на провал. Додатково слід зазначити випадки відмови від типізації: у близькому колі немає способу підмінити чимось індивідуалізоване розуміння або якось заощадити на ньому. Ті, кого ми любимо і ким захоплюємося, в більшості своїй — це чоловіки і жінки, знають швидше нас самих, а не класифікацію, під яку нас можна підвести.

### Розмітка світу
Крім економії зусиль, стереотипи, мабуть, виконують і ще одну функцію: системи стереотипів можуть служити ядром нашої особистої традиції, способом захисту нашого становища в суспільстві. Вони являють собою впорядковану, більш-менш несуперечливу картину світу. У ній зручно розмістилися наші звички, смаки, здібності, задоволення і надії. Стереотипна картина світу може бути неповною, але це картина можливого світу, до якого ми пристосувалися. У цьому світі люди і предмети займають призначені їм місця і діють очікуваним чином. Ми відчуваємо себе в цьому світі як вдома, ми складова частина його.
Тому не дивно, що будь-яка зміна стереотипів сприймається як атака на основи світобудови. Це атака на заснування нашого світу, і коли мова йде про серйозні речі, то нам насправді не так просто припустити, що існує якась відмінність між нашим особистим світом і світом взагалі.
Система стереотипів — не просто спосіб заміни пишної різноманітності і безладної реальності на впорядковане уявлення про неї, тільки скорочений і спрощений шлях сприйняття. Стереотипи є гарантією нашої самоповаги; проектують у зовнішній світ усвідомлення наших цінностей; захищають наше становище в суспільстві і наші права, а отже, стереотипи наповнені почуттями, уподобаннями, приязню або неприязню, асоціюються зі страхами, бажаннями, потягами, гордістю, надією. Об'єкт, який активізує стереотип, оцінюється в зв'язку з відповідними емоціями.

### Стереотипи і забобони
В повсякденному житті саме попереднє отримання відповідних даних (апріорне) судження містить в собі висновок, що ці дані найчастіше і підтверджують. Справедливість, прощення, істина не входять в це судження, бо воно передує одержанню фактичних даних. Забобон, звичайно, може бути виявлений, врахований і доопрацьований. Але так як термін життя людини обмежений, той повинен за відпущений йому час отримати всі відомості, необхідні для освоєння великої цивілізації, тому йому не обійтися без забобонів. Якість його мислення і діяльності буде залежати від того, чи є ці забобони доброзичливими щодо інших людей та ідей, збуджують вони швидше любов у ставленні до того, що явно сприймається як благо, або ненависть відносно того, що не входить до його уявлення про благо.

### Динаміка стереотипів
Стереотип починає діяти ще до того, як вмикається розум. Це накладає специфічний відбиток на дані, які сприймаються нашими органами чуття ще до того, як ці дані досягають розуму. Ніщо так не чинить опір утворенню або критиці, як стереотип, так як він накладає свій відбиток на фактичні дані в момент їхнього сприйняття.
Певною мірою зовнішні стимули, особливо сказані або надруковані, активізують деяку частину системи стереотипів, так що безпосереднє враження і раніше сформовану думку з'являються у свідомості одночасно.
У випадках коли досвід вступає в протиріччя зі стереотипом, можливий двоякий результат: якщо індивід вже втратив певну гнучкість або йому в силу якоїсь значної зацікавленості вкрай незручно міняти свої стереотипи, він може проігнорувати цю суперечність і вважати його винятком, що підтверджує правило, або знайти якусь помилку, а потім забути про цю подію. Але якщо він не втратив цікавості або здатності думати, то нововведення інтегрується у вже існуючу картину світу і змінює її.

## Соціальний стереотип
Соціа́льний стереоти́п є універсальним інструментом розпізнавання і передачі суспільно значимої інформації в процесах взаємодії людей з навколишнім світом і один з одним. На основі соціально-філософського аналізу стереотипів можна пояснити існування стійкого зв'язку між сприйняттям об'єктів під певним кутом зору і відповідним повторюваним поведінкою, омассовління свідомості і поведінки людей, особливості маніпулювання ними, витоки нетерпимості в міжособистісних і міжгрупових стосунках людей, взаємозв'язок процесів ідентифікації особистості з станами її життєдіяльності та ін.
Існують дві взаємодоповнюючі філософського дослідження соціальних стереотипів, які необхідно синтезувати для досягнення найповнішої дослідної картини.
У всякого стереотипу є конкретні носії — люди. Отже, щоб зрозуміти витоки та механізм утворення стереотипів мислення і поведінки людей, потрібно дослідити самих людей і їхню психіку, свідомість. Оскільки психіка, свідомість людей формується в суспільстві і через громадську діяльність, то, щоб зрозуміти природу стереотипів, потрібно дослідити суспільство, що їх породжує, різні зв'язки і стосунки людей.

### Стереотипи
- Стереотипізація у мас-медіа
- Етностереотип
- Релігійний стереотип